# Тишенковка (Полтавская область)
Тишенковка (укр. Тишенківка) — посёлок, Халтуринский сельский совет, Карловский район, Полтавская область, Украина.
Код КОАТУУ — 5321685606. Население по переписи 2001 года составляло 221 человек.

## Географическое положение
Посёлок Тишенковка находится на расстоянии в 1 км от посёлка Мартыновка.

## Экономика
- Свинотоварная ферма.